# اندیس دره هندوانه
دره هندوانه یک اندیس غیرفلزی است که در حوالی شهر بروجرد استان لرستان قرار دارد و مادهٔ معدنی موجود در آن، تالک است.  